# Henrique (football, 1966)
Pour les articles homonymes, voir Henrique.
Henrique Arlindo Etges, plus communément appelé Henrique est un footballeur brésilien né le 15 mars 1966 à Venâncio Aires.